# Burgerlijk conducteur
Het diploma burgerlijk conducteur (Frans: conducteur civil) kon in België worden behaald tot eind jaren zestig van de twintigste eeuw.
Het was een driejarige universitaire opleiding, een soort "praktische" burgerlijk ingenieur. De titel was beschermd, en kon worden behaald aan de universiteiten van Gent en Luik. Voor een aantal officiële functies, onder meer bij de spoorwegen, de administratie van "Bruggen & Wegen" en havenautoriteiten, was het een erkend of zelfs vereist diploma. Inhoudelijk leidde de opleiding naar middenkaderfuncties in de bouw, meestal diegene die bij grote infrastructuurwerken de tussenschakel vormde tussen de ontwerpers en de uitvoerders. Het was daarmee vergelijkbaar met de job van "werfconducteur". 
Een aantal vakken waren gemeenschappelijk met burgerlijk ingenieur, maar de wetenschappelijk-wiskundige eisen waren minder zwaar. Burgerlijk ingenieurstudenten die niet verder geraakten dan de kandidaturen, mochten ook de titel burgerlijk conducteur dragen. Een burgerlijk conducteur voldeed ook aan de Belgische diploma-vereisten voor het beroep van landmeter. Gaandeweg werd de opleiding afgebouwd, omdat een andere opleiding in de bouw meer succes kende: de technisch ingenieur (3 jaar of 4 studie), later omgevormd tot industrieel ingenieur (4 jaar studie).